# Цистерна Филоксена
Цистерна Филоксе́на (греч. Κινστέρνα Φιλοξένου) или Бинбирдире́к (тур. Binbirdirek — 1001 колонна) — древнее подземное водохранилище Константинополя, второе по величине после Цистерны Базилики. Расположена в историческом центре Стамбула в районе Султанахмет между древними форумом Константина и ипподромом. Вход расположен по адресу İmran Öktem Sokak 4. Ныне цистерна отреставрирована и открыта для посещения туристов.

## История
Цистерна Филоксена — одна из старейших в городе: она была построена в V веке под городским дворцом (часто утверждается, что это был дворец Антиоха). Ответственным за строительство был некий сенатор Филоксен, который, возможно, начал его ещё при императоре Константине I (IV век).

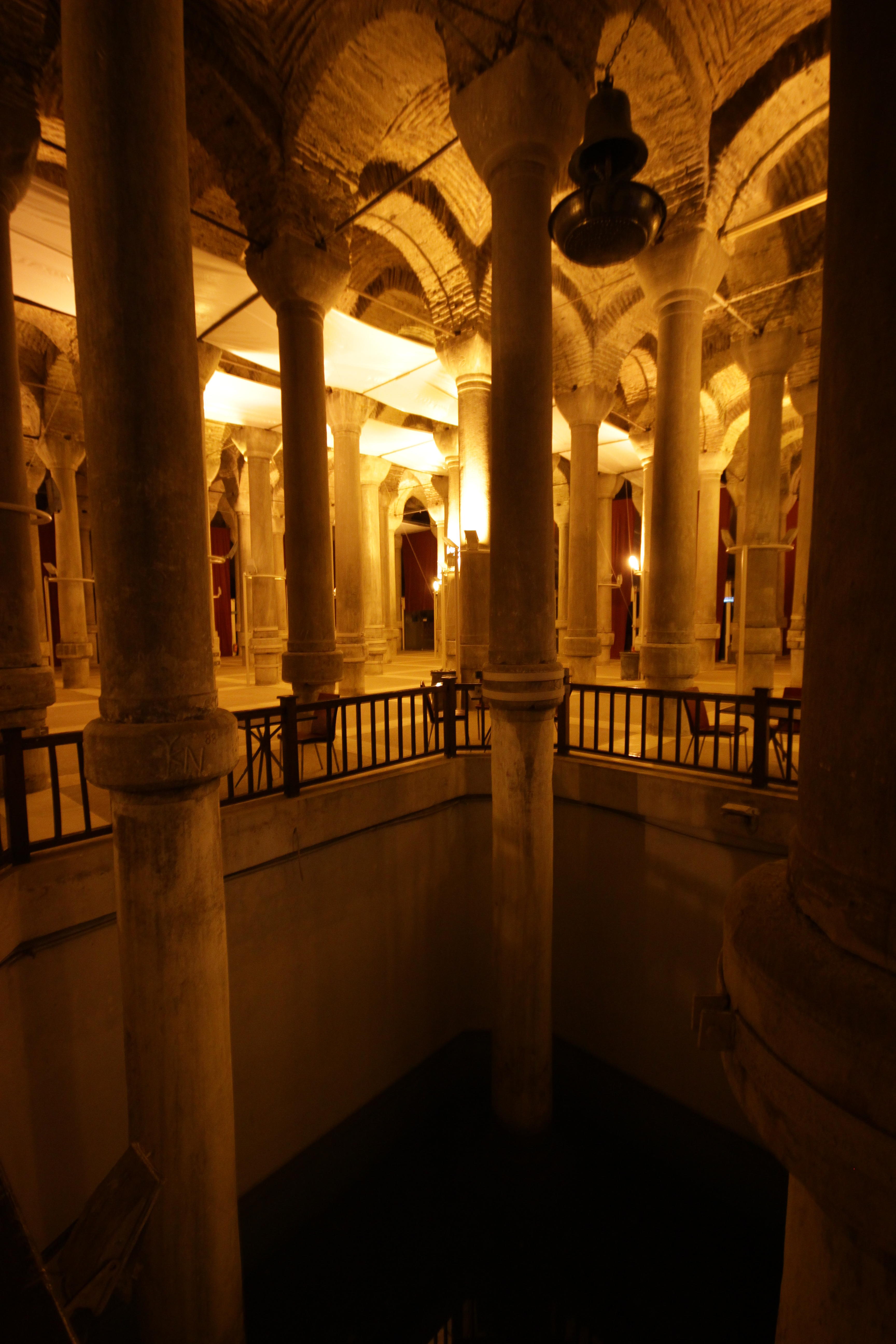
Бассейн посреди цистерны. Прекрасно видна подлинная высота колонн. На колонне слева — древняя надпись на греческом.

Цистерна была восстановлена императором Юстинианом I в 528 году после того, как в 475 году полностью сгорел находившийся наверху дворец. До середины XII века водохранилище снабжал акведук Валента (главный в городе), а затем — накопительная цистерна Перы и атмосферные осадки. После завоевания османами Константинополя в 1453 году водохранилище пришло в запустение.
Оно было вновь обнаружено лишь в XVII веке при постройке дома Фазли-паши. К этому периоду относится легенда о женщине по имени Джевахирли Ханым Султан, которая якобы заманивала к себе в дом мужчин, убивала их и скидывала их тела в цистерну. Марк Твен в своих путевых заметках от 1860 года сообщает, что в цистерне Бинбирдирек разместились мастерские по работе с шёлком.
Видимо, в дальнейшем резервуар был снова заброшен. Постепенно в его сводах образовались дырки, куда люди начали сбрасывать мусор. Дырки всё расширялись, и в итоге при расчистке водохранилища в 2002 году оттуда вывезли более 7 тысяч грузовиков с мусором. Сегодня цистерна отреставрирована и превращена в музей; её помещение часто используется для проведения выставок, концертов, банкетов, свадеб и прочих торжеств.
Некоторые исследователи полагают, что отождествление цистерны Бинбирдирек с цистерной Филоксена — ошибочно.

## Описание
Данный резервуар имеет площадь 3640 м² (64 × 56,4 м), его ёмкость составляет 40,000 м³. Он представляет собой гипостильный зал, кирпичные своды которого опираются на 224 мраморные колонны. Они выстроены в 16 рядов по 14 штук, высота колеблется в пределах 14-15 метров. Материал для колонн добывался на близлежащем острове Мармара. Посередине каждая из них опоясана мраморным кольцом. Большинство колонн вместе с капителями помечены надписями из нескольких букв на греческом языке (вероятно, это подписи бригадиров артелей, изготовивших колонны); по другим данным, это масонские знаки.
Изначально цистерна имела три яруса, соединяющихся лестницами. Нижний, по-видимому, предназначался для вывода ила и лишней воды. Сейчас он недоступен.
В ходе реставрации цистерну не стали расчищать до дна, поэтому нижняя часть каждой колонны скрывается в грудах исторического мусора. Однако вырытый посередине бассейн даёт возможность оценить подлинный размер колонн.
С турецкого слово «Бинбирдирек» переводится как «1001 колонна», хотя на самом деле в цистерне их всего 224.